# Morgado Mbalate

## Biografia
Morgado Henrique Mbalate, mais conhecido por Morgado Mbalate ou o Anjo das Palavras, é Escritor e Poeta moçambicano. Nasceu em Maputo, Moçambique, África, a 6 de Setembro de 1993. Licenciado em Filosofia (USTM), especialista em Recursos Humanos e Ética. Estudou Electrónica e Telecomunicações (ENA). É membro da Associação dos Escritores Moçambicanos (AEMO); Cofundador do Círculo Académico de Letras e Artes de Moçambique (CALAM). Autor dos livros Odisseia da Alma (Editora Edições Esgotadas, Viseu, Portugal, 2016); A Arte Suave da Palavra (Chiado Books, Lisboa, Portugal, 2020); Co-autor do CD de Literatura Negra O que nos a Bala (Comunidade do Tambor, Sorocaba, Brasil, 2018). De entre prémios e distinções, destaque para o Prémio Bicentenário de Dostoiévski (2021); Prémio Mundial de Poesia Nósside (2014), e Prémio Fernanda de Castro do IV Concurso Internacional de Poesia e Prosa (2017). Participou da 4ª edição do Festival Internacional Earthquake Terramoto (Sameboat Theater, EUA, 2021). Seu poema Africanizando foi reproduzido em vários livros didáticos do ensino fundamental brasileiro, seus textos foram traduzidos para francês, inglês, espanhol, italiano etc. Atuou como Chefe do Departamento da Cultura e Sub-chefe do Departamento do Associatismo Juvenil no Conselho Distrital da Juventude da Matola. Atualmente é Consultor Literário, Revisor Linguístico, e colaborador do site brasileiro Por dentro da África.

## Livros publicados

### Obras individuais
2016. Odisseia da Alma. Prefácio Nara Rúbia Ribeiro. 1ª edição. Portugal, ed. Edições Esgotadas.
2020. A Arte Suave da Palavra. Prefácio António Martins. 1ª edição. Portugal, ed. Chiado Books.

### Obras colectivas
2018. O que nos a Bala (CD de Literatura Negra). Co-autoria.

### Antologias
Participou em várias antologias nacionais e internacionais, têm textos publicados em jornais e revistas de Moçambique, Brasil, França, e Itália.
2014. Ponte da Palavra. Antologia Portugal. ed. CEMD.
2014. Somos Todos Poetas. Antologia Brasil. ed. Lápis e Papel.
2016. Perdidamente. Antologia Portugal. ed. Pastelaria Studios Editora – Grupo Múltiplas Histórias.
2019. Sentimentos que as palavras não expressam! – Coisas de Mãe. Antologia Brasil. ed. Assis Editora..

### Colaboração em Revistas e Jornais
Destaque para as revistas brasileiras Por dentro da África e Letrilha.
Colaborou com o Jornal moçambicano Generus (2021).
Tem participado em colóquios, tertúlias, e debates sobre literatura, poesia, filosofia, meio-ambiente, em 2021 participou da 5ª edição do Festival Internacional de artes em defesa do meio-ambiente Earthquake Terremoto.

## Premios
- Prémio Mundial de Poesia Nosside: recebeu menção honrosa em 2014, oferecida pela directoria internacional de poesia da Unesco, com a obra Ode ao Ninho.
- Prémio Fernanda de Castro – IV Concurso Internacional de Poesia & Prosa: recebeu menção honrosa em 2017, oferecida pela Confraria Cultural Brasil Portugal, com a obra Moçambicanizando.